# Retrophyllum vitiense
Retrophyllum vitiense är en barrträdart som först beskrevs av Berthold Carl Seemann, och fick sitt nu gällande namn av Christopher Nigel Page. Retrophyllum vitiense ingår i släktet Retrophyllum och familjen Podocarpaceae. IUCN kategoriserar arten globalt som livskraftig. Inga underarter finns listade i Catalogue of Life.